# Centromyrmex hamulatus
Centromyrmex hamulatus é uma espécie de inseto do gênero Centromyrmex, pertencente à família Formicidae.